# Серуліна зубчаста
Серуліна зубчаста (Serrulina serrulata) — вид черевоногих молюсків.

## Морфологічні ознаки
Черепашка ребриста, веретеноподібна, брудно-жовтого кольору, з 10-12 обертами, з зубчастими краями устя. Висота черепашки — 12-14,5 мм, її ширина — 3,3-3,6 мм.

## Поширення
Майже циркумпонтичний, диз'юнктивний. Дуже рідко — в Українських Карпатах. Вид мешкає серед гниючої деревини, яка вибирається з лісів, у тому числі на території природоохоронних об'єктів.

## Особливості біології
Вид мешкає в букових пралісах на вапнякових грядах.

## Загрози та охорона
Загрози: руйнування місць мешкання виду унаслідок господарської діяльності.